# Haplophyllum thesioides
Haplophyllum thesioides är en vinruteväxtart som först beskrevs av Fischer och Dc., och fick sitt nu gällande namn av G. Don fil.. Haplophyllum thesioides ingår i släktet Haplophyllum och familjen vinruteväxter. Inga underarter finns listade i Catalogue of Life.